# WaPo Bodensee
WaPo Bodensee è una serie televisiva tedesca di genere poliziesco ideata da Kerstin Lipownik e Jan-Richard Schuster, prodotta da Saxonia Media Filmproduktion e SWR e trasmessa dal 2017 dall'emittente ARD 1 (Das Erste). Protagonista della serie è l'attrice Floriane Daniel; altri interpreti principali Ole Puppe, Wendy Gütensperger, Diana Körner, Noah Calvin, Sofie Eifertinger e Tim Wilde.
La serie si compone di otto stagioni, per un totale di 83 episodi, della durata di 48 minuti ciascuno. Il primo episodio, intitolato Geisterschiff, fu trasmesso in prima visione il 17 gennaio 2017.

## Trama
Nele Fehrenbach, commissario di polizia ad Amburgo, viene trasferita sul Lago di Costanza (Bodensee) per assumere la direzione della Wasserschutzpolizei (la speciale sezione della Landespolizei che si occupa della perlustrazione di laghi e altri corsi d'acqua) del posto. Sul lavoro, deve "scontrarsi" con il nuovo collega Andreas Rambach.

## Episodi
| Stagione         | Puntate | Prima TV Germania | Prima TV Italia |
| ---------------- | ------- | ----------------- | --------------- |
| Prima stagione   | 8       | 2017              | inedita         |
| Seconda stagione | 8       | 2018              | inedita         |
| Terza stagione   | 8       | 2019              | inedita         |
| Quarta stagione  | 8       | 2020              | inedita         |
| Quinta stagione  | 12      | 2021              | inedita         |
| Sesta stagione   | 12      | 2022              | inedita         |
| Settima stagione | 20      | 2023              | inedita         |
| Ottava stagione  | 7       | 2024              | inedita         |

## Personaggi e interpreti
- Nele Fehrenbach, interpretata da Floriane Daniel. Ex-commissario di polizia ad Amburgo, è ora capo della Wasserschutzpolizei del Lago di Costanza.[5]
- Andreas Rambach, interpretato da Ole Puppe. È uno dei nuovi colleghi di Nele.[5]
- Johanna Fehrenbach, interpretato da Noah Calvin. È il figlio di Nele.[4]
- Johanna Fehrenbach, interpretata da Sofie Eifertinger. È la figlia di Nele.[5]

## Spin-off
La serie ha avuto tre spin-off,  WaPo Berlin  (2019),  WaPo Duisburg  (2021) e WaPo Elbe (in produzione).